# Distrito de St. Pölten
El distrito de St. Pölten-Land es un distrito político del estado de Baja Austria (Austria). La capital del distrito es la ciudad de St. Pölten.

## División administrativa

### Localidades con población (año 2018)
- Altlengbach 2927
- Asperhofen 2206
- Böheimkirchen 5087
- Brand-Laaben 1232
- Eichgraben 4614
- Frankenfels 1975
- Gablitz 4968
- Gerersdorf 974
- Hafnerbach 1672
- Haunoldstein 1160
- Herzogenburg 7771
- Hofstetten-Grünau 2693
- Inzersdorf-Getzersdorf 1581
- Kapelln 1381
- Karlstetten 2159
- Kasten bei Böheimkirchen 1409
- Kirchberg an der Pielach 3225
- Kirchstetten 2189
- Loich 603
- Maria Anzbach 3055
- Markersdorf-Haindorf 2083
- Mauerbach 3661
- Michelbach 915
- Neidling 1461
- Neulengbach 8281
- Neustift-Innermanzing 1543
- Nußdorf ob der Traisen 1758
- Ober-Grafendorf 4544
- Obritzberg-Rust 2342
- Perschling 1395
- Pressbaum 7559
- Prinzersdorf 1617
- Purkersdorf 9701
- Pyhra 3553
- Rabenstein an der Pielach2560
- Schwarzenbach an der Pielach 369
- St. Margarethen an der Sierning 1013
- Statzendorf 1362
- Stössing 838
- Traismauer 6224
- Tullnerbach 2782
- Weinburg 1337
- Wilhelmsburg 6557
- Wölbling 2571
- Wolfsgraben 1700

### Municipios
Barrios, aldeas y otras subdivisiones de los municipios se indican con letras pequeñas.
- Altlengbach
  - Altlengbach, Audorf, Außerfurth, Gottleitsberg, Großenberg, Gschaid, Haagen, Hart, Hocheichberg, Höfer, Innerfurth, Kleinberg, Kogl, Leitsberg, Lengbachl, Linden, Maiß, Manzing, Nest, Öd, Ödengraben, Pamet, Schoderleh, Steinhäusl, Unterthurm
- Asperhofen
  - Asperhofen, Diesendorf, Dörfl, Dornberg, Erlaa, Geigelberg, Grabensee, Großgraben, Habersdorf, Hagenau, Haghöfen, Johannesberg, Kerschenberg, Kleingraben, Maierhöfen, Paisling, Siegersdorf, Starzing, Weinzierl, Wimmersdorf
- Böheimkirchen
  - Außerkasten, Bauland, Blindorf, Böheimkirchen, Diemannsberg, Dorfern, Dürnhag, Furth, Gemersdorf, Grub, Hinterberg, Hinterholz, Hub, Kollersberg, Lanzendorf, Maria Jeutendorf, Mauterheim, Mechters, Plosdorf, Reith, Röhrenbach, Schildberg, Siebenhirten, Untergrafendorf, Untertiefenbach, Weisching, Wiesen
- Brand-Laaben
  - Brand, Eck, Gern, Gföhl, Klamm, Laaben, Pyrat, Stollberg, Wöllersdorf
- Eichgraben
  - Eichgraben, Hinterleiten, Hutten, Ottenheim, Stein, Winkl
- Frankenfels
  - Falkensteinrotte, Fischbachmühlrotte, Frankenfels, Grasserrotte, Gstettengegend, Hofstadtgegend, Karrotte, Laubenbachgegend, Lehengegend, Markenschlagrotte, Ödrotte, Pernarotte, Pielachleitengegend, Rosenbühelrotte, Taschlgrabenrotte, Tiefgrabenrotte, Übergangrotte, Weißenburggegend, Wiesrotte
- Gerersdorf
  - Distelburg, Eggsdorf, Friesing, Gerersdorf, Grillenhöfe, Hetzersdorf, Hofing, Loipersdorf, Salau, Stainingsdorf, Völlerndorf, Weitendorf
- Hafnerbach
  - Doppel, Eichberg, Hafnerbach, Hengstberg, Hohenegg, Korning, Obergraben, Oed, Pfaffing, Pielachhaag, Rannersdorf, Sasendorf, Stein, Thal, Untergraben, Weghof, Weinzierl, Wimpassing an der Pielach, Windschnur, Würmling, Zendorf
- Haunoldstein
  - Eibelsau, Eidletzberg, Großsierning, Haunoldstein, Osterburg, Pielachhäuser, Pottschollach
- Herzogenburg
  - Adletzberg, Angern, Ederding, Einöd, Gutenbrunn, Heiligenkreuz, Herzogenburg, Ober Hameten, Ober Winden, Oberndorf in der Ebene, Ossarn, Pottschall, St. Andrä an der Traisen, Unter Hameten, Unter Winden, Wielandsthal, Wiesing
- Hofstetten-Grünau
  - Aigelsbach, Aigelsbach, Grünau, Grünsbach, Hofstetten, Kammerhof, Mainburg, Plambach, Plambacheck
- Inzersdorf-Getzersdorf
  - Anzenberg, Getzersdorf, Inzersdorf ob der Traisen, Walpersdorf, Wetzmannsthal
- Kapelln
  - Etzersdorf, Kapelln, Katzenberg, Mitterau, Mitterkilling, Oberkilling, Obermiesting, Panzing, Pönning, Rapoltendorf, Rassing, Thalheim, Unterau, Unterkilling, Untermiesting
- Karlstetten
  - Dreihöf, Hausenbach, Heitzing, Karlstetten, Lauterbach, Obermamau, Rosenthal, Schaubing, Untermamau, Weyersdorf, Wieshöf
- Kasten bei Böheimkirchen
  - Baumgarten bei Kasten, Berg, Braunsberg, Damberg, Dörfl bei Kasten, Fahrafeld, Gwörth, Hummelberg bei Kasten, Kasten bei Böheimkirchen, Kirchsteig, Kronberg, Lanzendorf bei Kasten, Lielach, Mitterfeld, Stallbach, Steinabruck, Wallenreith
- Kirchberg an der Pielach
  - Kirchberg an der Pielach, Kirchberggegend, Schloßgegend, Schwerbachgegend, Soisgegend, Tradigistdorf, Tradigistgegend
- Kirchstetten
  - Aschberg, Doppel, Fuchsberg, Gstockert, Hinterholz, Kirchstetten, Ober-Wolfsbach, Paltram, Pettenau, Senning, Sichelbach, Totzenbach, Waasen
- Loich
  - Dobersnigg, Hammerlmühlgegend, Loich, Loicheckgegend, Oedgegend, Rehgrabengegend, Schroffengegend, Schwarzengrabengegend, Siedlung
- Maria Anzbach
  - Burgstall, Furth, Götzwiesen, Groß-Raßberg, Gschwendt, Hof, Hofstatt am Anzbach, Klein-Weinberg, Knagg, Maierhöfen, Maria Anzbach, Oed, Pameth, Pameth, Unter-Oberndorf, Winkl, Winten
- Markersdorf-Haindorf
  - Haindorf, Knetzersdorf, Mannersdorf, Markersdorf an der Pielach, Mitterau, Mitterndorf, Nenndorf, Poppendorf, Winkel, Wultendorf
- Michelbach
  - Finsteregg, Gstetten, Kleindurlas, Kropfsdorf, Mayerhöfen, Michelbach Dorf, Michelbach Markt, Untergoin
- Neidling
  - Afing, Dietersberg, Enikelberg, Flinsbach, Gabersdorf, Goldegg, Griechenberg, Neidling, Pultendorf, Watzelsdorf, Wernersdorf
- Neulengbach
  - Almersberg, Anzing, Au am Anzbach, Berging, Ebersberg, Eitzenberg, Emmersdorf, Gamesreith, Großweinberg, Haag bei Markersdorf, Haag bei Neulengbach, Herbstgraben, Herrenhub, Hinterberg, Inprugg, Karl-Deix-Siedlung, Kleinhart, Kleinraßberg, Laa an der Tulln, Langenberg, Ludmerfeld, Markersdorf, Matzelsdorf, Mosletzberg, Neulengbach, Oberdambach, Obereichen, Oberndorf, Ollersbach, Raipoltenbach, Rothenbucherhöhe, Schönfeld, Schrabatz, Schwertfegen, St. Christophen, Stocket, Straß, Tausendblum, Trainst, Umsee, Unterdambach, Untereichen, Unterwolfsbach, Weiding, Wolfersdorf
- Neustift-Innermanzing
  - Almerberg, Aschberg, Außermanzing, Barbaraholz, Eck, Gießhübl, Gumpersberg, Innermanzing, Mannersdorf, Neustift, Oberkühberg, Unterkühberg
- Nußdorf ob der Traisen
  - Franzhausen, Freilehnmühle, Neusiedl, Nußdorf ob der Traisen, Reichersdorf, Ried, Theyern
- Ober-Grafendorf
  - Badendorf, Baumgarten, Ebersdorf, Fridau, Gasten, Gattmannsdorf, Gröben, Grub, Kotting, Kuning, Neustift, Ober-Grafendorf, Reitzing, Rennersdorf, Ritzersdorf, Wantendorf, Willersdorf
- Obritzberg-Rust
  - Angern, Diendorf, Doppel, Eitzendorf, Flinsdorf, Fugging, Greiling, Großhain, Großrust, Grünz, Heinigstetten, Hofstetten, Kleinhain, Kleinrust, Landhausen, Mittermerking, Neustift, Obermerking, Obritzberg, Pfaffing, Schweinern, Thallern, Untermerking, Winzing, Zagging
- Prinzersdorf
  - Prinzersdorf, Uttendorf
- Pyhra
  - Adeldorf, Aigen, Atzling, Auern, Baumgarten, Blindorf, Brunn, Ebersreith, Egelsee, Fahra, Gattring-Raking, Getzersdorf, Heuberg, Hinterholz, Hummelberg bei Hinterholz, Kirchweg, Nützling, Oberburbach, Obergrub, Oberloitzenberg, Obertiefenbach, Perersdorf, Perschenegg, Pyhra, Reichenhag, Reichgrüben, Schauching, Schnabling, Steinbach, Unterburbach, Unterloitzenberg, Wald, Weinzettl, Wieden, Windhag, Zell, Zuleithen
- Rabenstein an der Pielach
  - Deutschbach, Dorf-Au, Königsbach, Rabenstein an der Pielach, Röhrenbach, Steinklamm, Tradigist, Warth
- Schwarzenbach an der Pielach
  - Brunnrotte, Finzenebengegend, Grabschifterwald, Guttenhofgegend, Haslaurotte, Hofrotte, Loicheckgegend, Schwarzenbachgegend, Seerotte, Staudachgegend, Steinrotte, Taschlgrabenrotte
- Sankt Margarethen an der Sierning
  - Eigendorf, Feilendorf, Kainratsdorf, Kleinsierning, Linsberg, Oberhofen, Rammersdorf, Saudorf, St. Margarethen an der Sierning, Türnau, Unterradl, Wieden, Wilhersdorf
- Statzendorf
  - Absdorf, Kuffern, Rottersdorf, Statzendorf, Weidling
- Stössing
  - Bonnleiten, Buchbach, Dachsbach, Freiling, Hendelgraben, Hochgschaid, Hochgschaid, Hochstraß, Hof, Sonnleiten, Stössing
- Traismauer
  - Frauendorf, Gemeinlebarn, Hilpersdorf, Mitterndorf, Oberndorf am Gebirge, Rittersfeld, St. Georgen an der Traisen, Stollhofen, Traismauer, Venusberg, Wagram ob der Traisen, Waldlesberg
- Weinburg
  - Dietmannsdorf, Eck, Edlitz, Engelsdorf, Grub, Klangen, Luberg, Mühlhofen, Oed, Waasen, Weinburg
- Weißenkirchen an der Perschling
  - Grunddorf, Gunnersdorf, Haselbach, Langmannersdorf, Murstetten, Obermoos, Perschling, Weißenkirchen an der Perschling, Wieselbruck, Winkling
- Wilhelmsburg
  - Altenburg, Göblasbruck, Handelberg, Kanzling, Kreisbach, Pömmern, Wegbach, Wielandsberg, Wilhelmsburg, Wolkersberg
- Wölbling
  - Ambach, Anzenhof, Hausheim, Landersdorf, Noppendorf, Oberwölbling, Ratzersdorf, Unterwölbling, Viehausen, Wetzlarn